# Municipio de Esmen
El municipio de Esmen (en inglés: Esmen Township) es un municipio ubicado en el condado de Livingston en el estado estadounidense de Illinois. En el año 2010 tenía una población de 326 habitantes y una densidad poblacional de 3,48 personas por km².

## Geografía
El municipio de Esmen se encuentra ubicado en las coordenadas 40°58′6″N 88°38′3″O / 40.96833, -88.63417. Según la Oficina del Censo de los Estados Unidos, el municipio tiene una superficie total de 93.64 km², de la cual 93,64 km² corresponden a tierra firme y (0 %) 0 km² es agua.

## Demografía
Según el censo de 2010, había 326 personas residiendo en el municipio de Esmen. La densidad de población era de 3,48 hab./km². De los 326 habitantes, el municipio de Esmen estaba compuesto por el 97,24 % blancos, el 0,92 % eran afroamericanos, el 0,31 % eran de otras razas y el 1,53 % eran de una mezcla de razas. Del total de la población el 3,68 % eran hispanos o latinos de cualquier raza.